# Słomka (jezioro)
Słomka – jezioro w woj. wielkopolskim, w powiecie chodzieskim, w gminie wiejskiej Chodzież, leżące na terenie Pojezierza Chodzieskiego.

## Dane morfometryczne
Powierzchnia zwierciadła wody według różnych źródeł wynosi od 6,0 ha do 7,36 ha (lustra wody) lub 9,92 ha (ogólna).
Zwierciadło wody położone jest na wysokości 67,2 m n.p.m.

## Hydronimia
Według spisu opracowanego przez Komisję Nazw Miejscowości i Obiektów Fizjograficznych (KNMiOF) nazwa tego jeziora to Słomka.
Dane z państwowego rejestru nazw geograficznych podają oboczne nazwy tego jeziora: Słomki i Jezioro Słomskie.